# Achatinella juncea
† Achatinella juncea là một loài ốc hô hấp trên cạn đã tuyệt chủng trong họ Achatinellidae. Đây là loài đặc hữu của Hawaii.